# Майкъл Хер
Майкъл Хер (на английски: Michael Herr) е американски писател и бивш военен кореспондент.

## Биография и творчество
Майкъл Хер е роден на 13 април 1940 г. в Сиракюз, Ню Йорк, САЩ.
Помага на своя близък приятел, режисьора Стенли Кубрик и на писателя Густав Хасфорд да адаптират сценарий по новелата на Хасфорд „The Short-Timers“, за филма Пълно Бойно Снаряжение. Част е от екипа създал сценария за филма на Франсис Форд Копола „Апокалипсис Сега“ (за който е номиниран за наградата Оскар).

## Публикации
- Dispatches (1977) ISBN 0-679-73525-9
- The Big Room: Forty-Eight Portraits from the Golden Age (1987) (with Guy Peellaert) ISBN 0-671-63028-8 (stories about Hollywood personalities including Judy Garland, Howard Hughes, Marilyn Monroe, Elvis Presley, Frank Sinatra and Walter Winchell)
- Walter Winchell: A Novel (1990) ISBN 0-679-73393-0 (biographical novel about the newsman Walter Winchell)
- Kubrick (Grove, 2001) ISBN 0-8021-3818-7 (based on essay for Vanity Fair)